# دستمال توالت

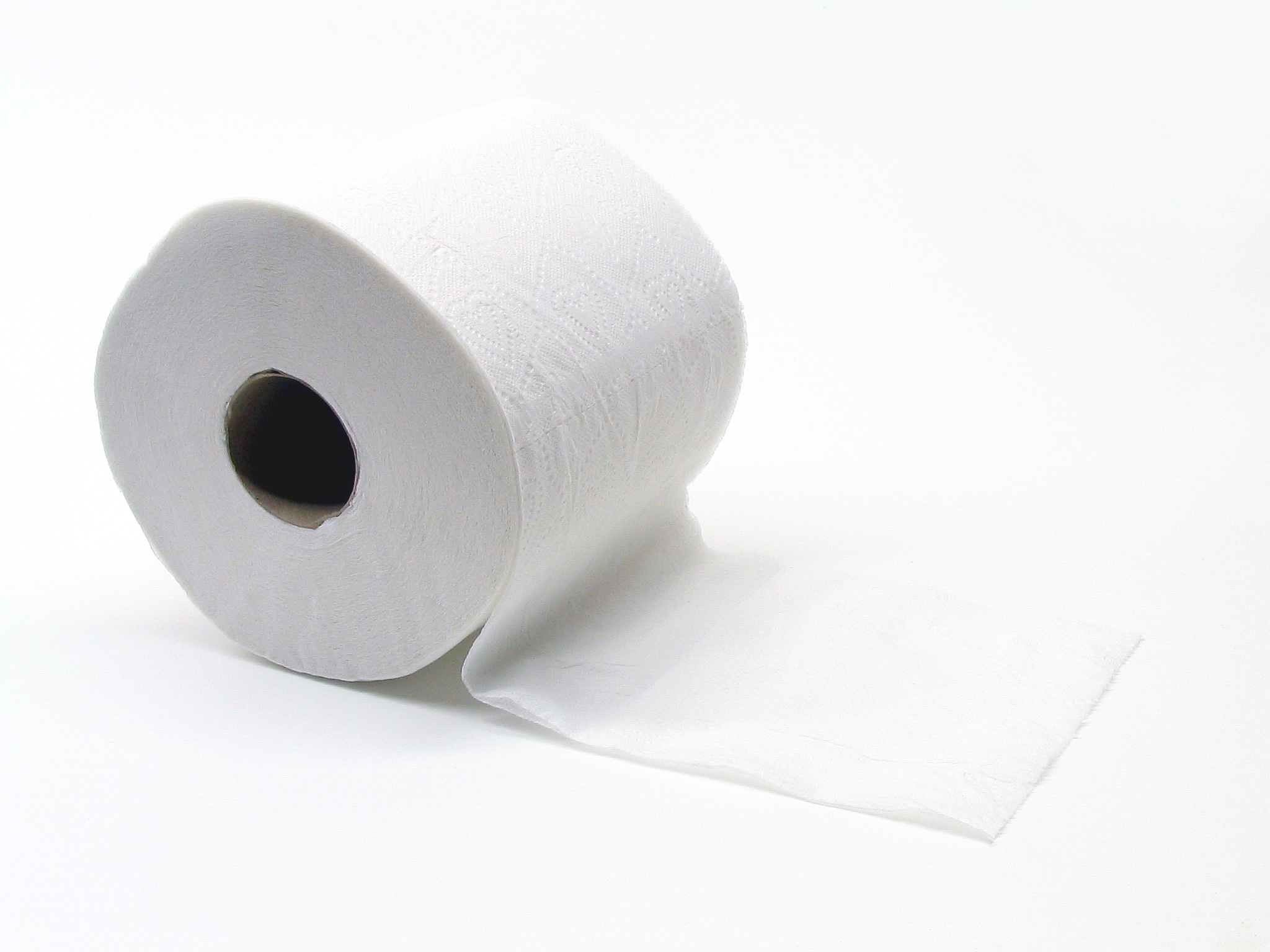
یک کاغذ توالت

کاغذ توالت (به انگلیسی: toilet paper)، نوعی کاغذ نرم از نوع دستمال کاغذی می‌باشد که بیشتر برای حفظ بهداشت شخصی و پس از دفع مدفوع یا ادرار مورد استفاده قرار می‌گیرد. با این حال می‌توان از آن برای تمیز کردن بینی در هنگام سرماخوردگی نیز استفاده کرد. کاغذ توالت می‌تواند سه‌لایه چهار لایه و حتی پنج لایه باشد که ضخامت آن می‌تواند موجب مقاومت، نرمی و جذب بیشتر مایعات کمک کند. در برخی موارد این کاغذها دارای رنگ‌ها و بوهای متنوعی می‌باشد. هر چند برخی از آن‌ها می‌تواند برای مصرف‌کننده‌ای که به آن عطر حساسیت دارد مشکل‌زا باشد. تفاوت کاغذ توالت با دیگر فراورده‌های کاغذی در این است که از کاغذ های ضخیم تر تهیه میشود . بیشتر کاغذ توالت‌ها به دور یک استوانه مقوایی پیچیده شده‌اند.

## تاریخچه
اگرچه از قرن ۲ قبل از میلاد کاغذ به عنوان مواد بسته‌بندی و لفاف در چین شناخته شده بود، اولین استفاده مستند از کاغذ توالت در تاریخ بشر به قرن ششم میلادی، در اوایل قرون وسطی در چین بازمی‌گردد. در سال ۵۸۹ میلادی یان زیتویی (۵۳۱–۵۳۱) محقق رسمی در مورد استفاده از کاغذ توالت نوشت:
| « | از مقاله‌ای که در آن نقل قول‌ها یا اظهارنظرهایی از پنج کلاسیک یا نام مرجع وجود دارد، جرات ندارم برای اهداف توالت استفاده کنم. | » |

### اسناد استفاده در دربار چین
در اوایل قرن چهاردهم، ثبت شد که فقط در استان ژجیانگ، ده میلیون بسته از ۱۰۰۰ تا ۱۰٬۰۰۰ ورقه کاغذ توالت سالانه تولید می‌شد. در خلال سلسله مینگ (۱۳۶۸–۱۶۴۴ میلادی)، در سال ۱۳۹۳ ثبت شد که سالانه ۷۲۰٬۰۰۰ ورق کاغذ توالت (اندازه دو در سه فوت) برای استفاده عمومی دربار امپراتوری در پایتخت نانجینگ تولید می‌شود. از سوابق دفتر لوازم امپریال در همان سال، همچنین ثبت شده‌است که برای خانواده امپراتوری Hongwu به تنهایی، ۱۵۰۰۰ ورقه کاغذ توالت مخصوص نرم ساخته شده‌است، و هر برگه کاغذ توالت عطر شده‌است.

### به عنوان کالای تجاری
جوزف گایتی به عنوان مخترع کاغذ توالت مدرن تجاری در ایالات متحده شناخته می‌شود. کاغذ توالت گایتی که برای اولین بار در سال ۱۸۵۷ معرفی شد، تا اواخر دهه ۱۹۲۰ عرضه شد. دستمال‌های دارویی گایتی در بسته‌های ورق‌های مسطح، با علامت نام مخترع فروخته می‌شد. در تبلیغات اصلی این محصول از برچسب «بزرگترین ضرورت عصر! دستمال دارویی گایتی برای دستشویی» استفاده شده‌است.

## ویژگی‌ها
کاغذ توالت در انواع کاغذ، انواع مختلفی از الگوها، تزئینات و بافت‌های مختلف موجود است و ممکن است مرطوب یا معطر شود، اگرچه رایحه‌ها گاهی اوقات برای کاربرانی که به عطر حساسیت دارند مشکلاتی ایجاد می‌کند. متوسط اقدامات یک رول کاغذ مدرن نوع c است. ۱۰ سانتی‌متر پهنا، ۱۲ سانتی‌متر طول و وزنی حدود ۲۲۷ گرم (۸ اونس) دارد.

### مواد سازنده
محصولات کاغذ توالت در عوامل فنی متمایز مانند اندازه، وزن، زبری، نرمی، باقیمانده‌های شیمیایی، مقاومت در برابر «دستیابی به انگشت»، جذب آب، و غیره متفاوت است. شرکت‌های بزرگ خصوصیات فنی را با وجه به نیاز بازار تنظیم می‌کنند. کاغذ توالت مدرن ممکن است دارای یک پوشش سبک از لوسیون یا موم باشند که در کاغذ کار گذاشته می‌شود تا زبری را کاهش دهد.
کیفیت معمولاً با توجه به تعداد لایه‌ها (ورق‌های انباشته)، میزان جذب و نرمی و لطافت ، سیاه نشدن کاغذ بعد از خیس شدن و غیره تعیین می‌شود. کاغذ توالت مؤسسه ای با درجه پایین، معمولاً از پایین‌ترین درجه کاغذ، فقط یک یا دو لایه، بسیار درشت و گاه حاوی مقادیر کمی از کاغذ توالت سفیدنشده/خمیرنشده تهیه شده‌است.